# Hala Smytnia

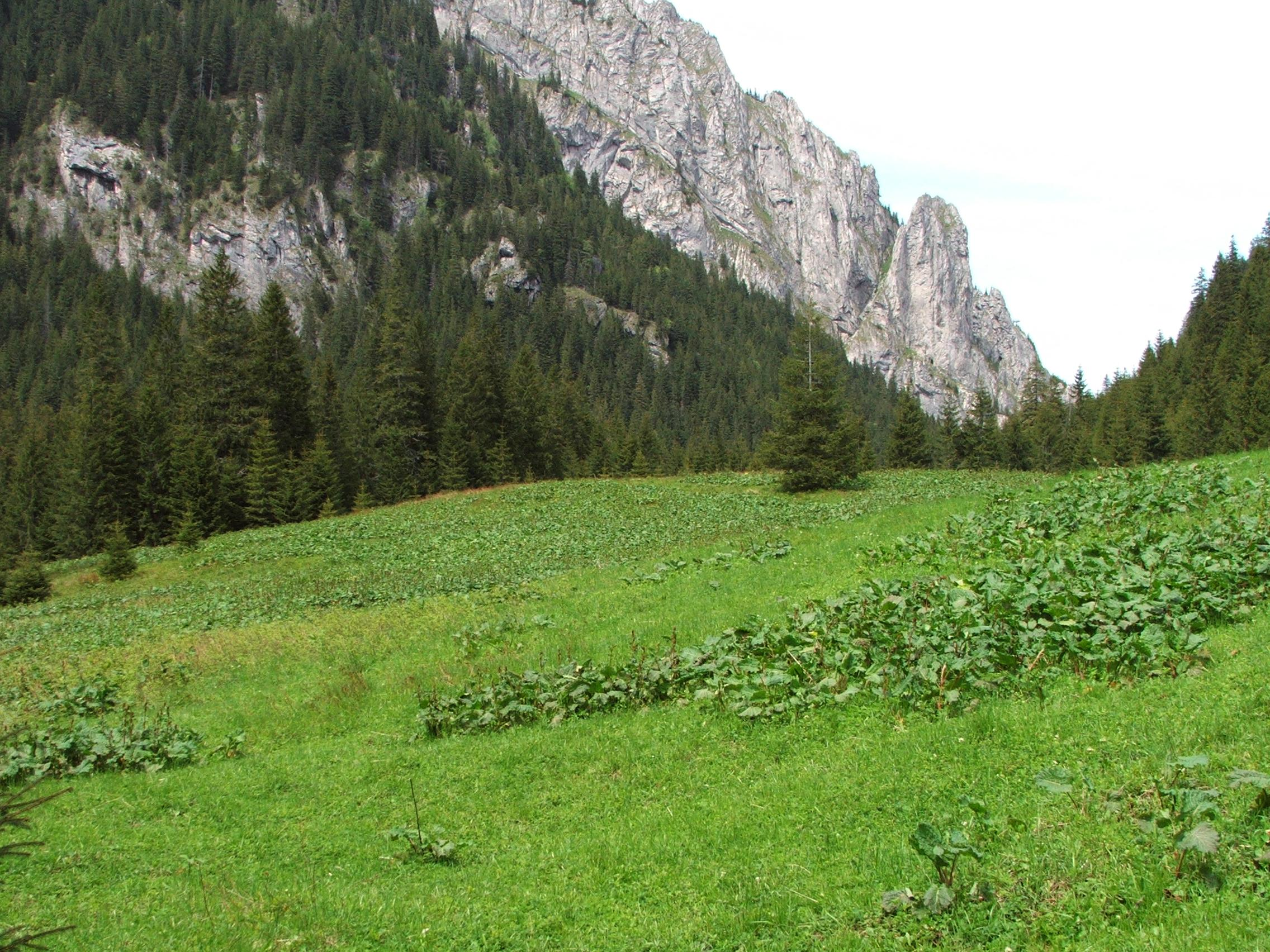
Polana Smytnia

Hala Smytnia – dawna hala pasterska znajdująca się w Dolinie Smytniej, będącej odgałęzieniem Doliny Kościeliskiej w Tatrach Zachodnich. W jej skład wchodziły Stara Polana i Polana Smytnia, położone po dwu stronach drogi prowadzącej dnem Doliny Kościeliskiej. Stara Polana znajduje się po zachodniej stronie drogi i Kościeliskiego Potoku, Polana Smytnia po wschodniej stronie drogi. Na Polanie Smytniej znajdowały się zabudowania pasterskie (szałasy i szopy). Łączna powierzchnia hali wynosiła 81,33 ha, z czego pastwiska stanowiły 5,3 ha, halizny 19,2 ha, większość to nieużytki – piargi i zawalone głazami bardzo strome zbocza. Wartość użytkowa hali była niewielka, mimo to w 1960 r. wypasano tutaj 165 owiec. Wypas odbywał się na obrzeżach polan (same polany były koszone), w lesie, na nieużytkach i stromych zboczach Kominiarskiego Wierchu, Smytniańskich Turni, Raptawickiej Grani i Żaru.

## Szlaki turystyczne
– zielony z Kir dnem Doliny Kościeliskiej do schroniska na Hali Ornak. Czas przejścia: 1:40 h, ↓ 1:35 h